# Manfred Pfennig
Manfred Pfennig (* 5. Februar 1941) war Torwart in der DDR. Für den SC Empor/FC Hansa Rostock spielte er von 1962 bis 1967 in der Oberliga, der höchsten Spielklasse des DDR-Fußballverbandes.

## Sportlicher Werdegang
Pfennig verdankte seine ersten Einsätze für den SC Empor Rostock in der DDR-Oberliga der Verletzung des Stammtorwarts Jürgen Heinsch. Sein erstes Oberligaspiel bestritt Pfennig am 29. April 1962 in der Begegnung des 34. Spieltages Rotation Leipzig – Empor Rostock (0:0). Bis zum Ende der Saison 1961/62, die wegen der Umstellung vom Kalenderjahr- auf den Sommer-Frühjahr-Rhythmus über 39 Spieltage ausgetragen wurde, kam Pfennig noch in vier weiteren Punktspielen zum Einsatz. Da in der Saison 1962/63 Manfred Schröbler die unangefochtene Nummer 1 im Rostocker Tor war, spielte Pfennig nur in der viertklassigen 2. Mannschaft, mit der er allerdings in die Bezirksliga aufstieg. 1963/64 stand Heinsch wieder im Tor der Oberligamannschaft, vertreten durch Schröbler, und Pfennig blieb erneut nur die 2. Mannschaft. Lediglich in einem Intercup-Spiel im Sommer 1964 kam er in der 1. Mannschaft zum Einsatz. Auch in der Saison 1964/65 war Pfennig nur die Nummer 3 unter den Empor-Torleuten. Neben drei Einsätzen im Intercup-Wettbewerb absolvierte er nur ein Oberligaspiel. Während der Saison 1965/66 wurde die Fußballsektion des SC Empor ausgegliedert und mit ihr der FC Hansa Rostock gegründet. In dieser Spielzeit wurde Pfennig zunächst wieder in vier Intercup-Spielen eingesetzt und stand gegen Saisonende noch in vier Oberligaspielen im Tor. Seine letzte Saison für den FC Hansa absolvierte Pfennig 1966/67, in der er fünfmal in der Oberliga und zweimal im Intercup zum Einsatz kam. Daneben verhalf er der 2. Mannschaft zum Aufstieg in die zweitklassige DDR-Liga. Innerhalb von sechs Jahren war Pfennig damit auf 15 Oberligaeinsätze gekommen. Daneben spielte er für die 1. Mannschaft in sieben DDR-Pokalspielen und in neun Intercup-Begegnungen.
Im Sommer 1967 wechselte Pfennig zum DDR-Ligisten TSG Wismar, war dort aber zunächst auch nur Reserve-Torwart. Erst zum Ende der Saison 1969/70 wurde er in neun Punktspielen der 1. Mannschaft eingesetzt. Für die Spielzeit 1970/71 wurde er zum Stammtorwart befördert und bestritt 23 der 30 Punktspiele.
Mit Beginn der Saison 1971/72 kehrte Pfennig nach Rostock zurück und schloss sich dem drittklassigen Bezirksligisten TSG Bau Rostock an. Mit ihm wurde er 1973 Bezirksmeister und stieg in die DDR-Liga auf. Dort blieb er über vier Spielzeiten Stammtorwart und bestritt 72 von 88 ausgetragenen Punktspielen. Nach Abschluss der Saison 1976/77 beendete Pfennig im Alter von 36 Jahren seine Laufbahn als Fußballspieler.